# Vivian Ellis
Vivian Ellis, född 29 oktober 1904 i Hampstead, London, död 19 juni 1996, var en brittisk musikalkompositör.

## Biografi
Ellis utbildade sig vid Cheltenham College i Cheltenham och inledde en karriär som konsertpianist men övergick till komponerande. På 1920-talet hade han framgång med revymusik och sången "'Yale Blues" som 1927 blev en dansfluga. Under 1930-talet skrev han musiken till en betydande del av revy- musikal- och teateruppsättningarna i Londons West End. Han verkade inom denna bransch fram till 1958 då hans sista musikal, "Half in Ernest", uppfördes.
På 1980-talet återupptogs några av hans sångtitlar, bland andra "Spread a Little Happiness" och "This is My Lovely Day". Han är också känd för signaturmelodin till BBCs radioserie "Paul Temple" av Francis Durbridge som använde Ellis orkesterverk Coronation Scot. Ellis skrev verket på 1930-talet och fick inspiration från resorna med de ångloksdragna expresstågen från Paddington till Taunton i Somerset, där han tillbringade somrarna. Verket fick emellertid namn efter ett då dagsaktuellt tåg, Coronation Scot i anslutning till Georg VIs kröning 1937. Musiken användes i BBC:s radioserie från slutet av 1947.